# Undine (sonata)
La Sonata "Undine" o Sonata "Ondina" Op. 167 es una sonata para flauta travesera y piano escrita por Carl Reinecke en el año 1882. Está asociada con el género romántico.

## Análisis musical
Lo más característico de esta sonata es que está basada en la leyenda popular de la ninfa "Undine", también llamada espíritu del agua. La leyenda de Undine, en la que se basa el autor alemán, tuvo gran popularidad en el siglo XIX. La escribió Friedrich de la Motte Fouqué, que mantenía parentesco con Reinecke. La leyenda dice así:

«Undine es un hermosa ninfa que es llevada al mundo de los humanos para inmortalizar su alma y no convertirse en un espíritu vagabundo. Para esto Undine tiene que ganarse el amor verdadero de un caballero, pero si éste la rechaza en algún momento, morirá. Siendo tan solo un bebé, su padre la cambia por el de un pescador. Crece  con él hasta que un buen día, siendo ya adolescente, Huldebrad, un joven noble, se enamora perdidamente de ella y le jura amor eterno. Pero no todo sale como ella esperaba y Huldebrad conoce a la verdadera hija del pescador, Berthalda. Se enamoran y a  escondidas planean su matrimonio, que tendrá lugar en el Danubio. El joven repudia a Undine, que tiene que volver a su mundo acuático. El día de la boda entre Berthalda y Huldebrad, Undine sale de las aguas y con un abrazo mortal acaba con la vida de Huldebrad. Volverá a vivir para siempre como espíritu del agua. Después del funeral de Huldebrad, unas flores primaverales crecieron rodeando la tumba donde fue enterrado. Aún siendo invierno estas flores silvestres nunca se estropearon. Los habitantes del lugar aún dicen que son los brazos de Undine que rodean para siempre a su amado.»

Hay diversas opiniones sobre cómo utilizó el autor la leyenda hasta convertirla en música. Según cuenta Phillip Moll (valorado pianista que ha colaborado con sir James Galway en diversas ocasiones) "Undine" no se trata de una obra descriptiva que cuente paso a paso la historia, sin quitar que el centro de la obra se base en el argumento de dicha leyenda, sino también de una recreación de este tipo de mitologías. Reinecke debió ver que dentro de la narración de Fouqué existían una serie de polaridades, ya fuera entre personajes, entre lugares o entre los mundos real y fantástico. 
Como puntos de referencia importantes destacan la gran diferencia entre lo mágico y lo natural; el mundo subacuático y el mundo de los hombres; el espíritu libre de las ninfas y el dolor que acompaña a una de ellas (la protagonista) en su experiencia en el mundo humano; su inquebrantable lealtad y la terrible realidad de un mundo lleno de engaños, conflictos y pasiones ocultas.

## Estructura
La sonata consta de 4 movimientos:
I. Allegro
En el primer movimiento el uso constante de arpegios pianísticos transportan al oyente a unas aguas fantásticas y oscilantes. Nos describe, si se quiere interpretar de algún modo, la vida de la ninfa en su mundo bajo el agua.
II. Intermezzo
El segundo movimiento muestra la agitación e inquietud suscitada en el mundo de Undine por el amor entre el caballero y ella. Se alternan dos episodios: el primero en el que el amor parece indiferente a la angustia; y en el segundo surge un nuevo tema de carácter dulce y tierno que solamente reaparecerá en la frase final de la obra.
III. Andante tranquillo
En el tercer movimiento Reinecke nos muestra de nuevo el idilio de la pareja, con un carácter amoroso que se ve interrumpido por una breve pero amenazante sección Molto vivace, a modo de trágico presentimiento antes de volver al ambiente tranquilo con que finaliza el movimiento. 
IV. Finale: agitato ed appassionato, quasi Presto
En el movimiento final se citan el amor y la ya presentida tragedia, como si se tratase de una predestinada maldición. Es sorprendente que en una sonata romántica, cuyo final suele ser virtuosístico, se concluya con la reaparición del mencionado motivo dulce con un matiz ppp. Describe una enigmática despedida.
A pesar de todo esto, escuchar la sonata no significa descifrar minuciosamente la leyenda, sino que ayuda a captar los bellos y distintos colores que se han utilizado para crear la sonata, dándole un aspecto mágico, que fluye como las aguas que habitan estas ninfas; entre lo terrenal y lo que está más allá de nuestro mundo.